# 薛慎
薛慎，字佛护，又作伯护，河东郡汾阴县人，南北朝时期北魏末年至北周学者、官员。南青州刺史薛和之子，薛破胡之孙，薛謹曾孙。
薛慎喜好学问，擅长写文章，尤其精通草书。年轻时与同郡的裴叔逸、裴诹之、柳虬、卢柔、李璨等人结为好友。537年（西魏文帝大统三年），他与兄长薛善一同归顺西魏，最初担任丞相府墨曹参军。宇文泰在行台省设立学堂，选拔丞郎及府佐中德行贤明、思维敏捷之人作为学生。薛慎白天处理公务，傍晚前往学堂听讲，先学习六经，之后又研习诸子百家及史书。后来，学生中德行醇厚高尚者被选去在宇文泰身边侍奉并为其读书，薛慎、李璨、李伯良、辛韶、苏衡、夏侯裕、梁旷、梁礼、长孙璋、裴举、薛同、郑朝等十二人被选中。薛慎还担任学师，为学生授课。此外，宇文泰下令薛慎等十二人兼修佛教教义，此后大乘佛学得以盛行。数年后，薛慎担任宜都公的侍读，后转任丞相府记室。东宫建成后，他被任命为太子舍人，之后在保留太子舍人职权的情况下转任太子庶子。他还被加授通直散骑常侍之职，兼任中书舍人，后又转任礼部郎中。556年（西魏恭帝三年），六官制度建立，薛慎担任膳部下大夫。
557年，北周建立后，薛慎任御正下大夫，后升任车骑大将军、仪同三司，被封为淮南县子。他还曾历任师氏中大夫、御伯中大夫等职。保定初年，薛慎出任湖州刺史。当时湖州边境居住着少数民族，民族冲突不断。薛慎召集各族首领，规定他们每月到州府拜访一次，若有要事禀报，也可不受时间限制。每次召见，薛慎都会耐心训诫他们，并赐予酒食。由此，各族对朝廷的归顺及教化得到了推进。后来，薛慎入朝担任蕃部中大夫，后因患病辞职，最终在家中去世。他著有文集，在当时颇为流传。